# Branimir Glavaš
Branimir Glavaš (* 23. September 1956 in Osijek) ist ein kroatischer Jurist, Politiker und verurteilter Kriegsverbrecher. Er war Gründungsmitglied der rechtskonservativen Partei Hrvatska demokratska zajednica (HDZ) und später Mitgründer der regionalistischen Partei Hrvatski Demokratski Sabor Slavonije i Baranje (HDSSB). Er gilt als mutmaßlicher Organisator der Ermordung des Polizeichefs von Osijek, Josip Reihl-Kir am 1. Juli 1991 durch Antun Gudelj zu Beginn der Jugoslawien-Kriege.

## Leben
Glavaš wuchs in einer Familie auf, in der mehrere Mitglieder im Kroatischen Frühling engagiert waren. Sein Bruder wurde 1972 bei einem missglückten Versuch, einen Umsturz im titoistischen Jugoslawien zu organisieren, ermordet. Er besuchte das Gymnasium in seiner Geburtsstadt und schloss später ein Jura-Studium an der Josip-Juraj-Strossmayer-Universität Osijek ab. Danach begann er seine politische Karriere und gehörte im Jahr 1990 zu den Gründungsmitgliedern der Kroatischen Demokratischen Union (HDZ) und wurde im selben Jahr ins kroatische Parlament gewählt.
Im Jahr 1991 kam es zum Ausbruch des militärischen Konflikts zwischen Kroaten und Serben in der Region Ostslawonien. Branimir Glavaš war in dieser Zeit Verteidigungssekretär für den Bezirk Osijek und Leiter der Verteidigung der Stadt Osijek.
Nach dem Krieg ging er zurück in die Politik und zeigte sich dort als Vertreter der Interessen Slawoniens in Zagreb, wodurch er zum bedeutendsten Politiker der Region wurde. Den Erfolg seiner Partei HDZ in Ostslawonien konnte Glavaš auch in den Jahren nach dem Tod von Franjo Tuđman noch aufrechterhalten.
Im April 2005 wurde Glavaš aus der HDZ ausgeschlossen, was mit seiner Idee der Regionalisierung Kroatiens zusammenhing, die von Vorteil für die überwiegend ländliche Region Slawonien gewesen wäre. Es gelang ihm jedoch, große Teile der HDZ-Mitgliedschaft in Ostslawonien in die von ihm neu gegründete Liste HDSSB zu überführen. Bei den Regionalwahlen 2005 gelang es dieser euroskeptischen Liste gegen den nationalen Trend auf Anhieb 27 % der Stimmen in der Gespanschaft Osijek-Baranja zu erlangen. Im Folgejahr formierte sich die HDSSB als Partei.

## Prozess
Nach ersten Ermittlungen im Jahr 2005 wurde am 5. April 2006 vom kroatischen Oberstaatsanwalt ein Strafverfahren gegen Branimir Glavaš eröffnet und bereits einen Monat später die parlamentarische Immunität aufgehoben. Branimir Glavaš ging gegen diese Entscheidung in Berufung, was jedoch abgewiesen wurde.
Die offizielle Strafuntersuchung begann im Juli 2006. Das Beweismaterial gegen ihn stammt von folgenden drei Quellen:
- von der kroatischen Polizei,
- dem Strafgerichtshof für das ehemalige Jugoslawien (der ein eigenes Verfahren gegen Glavaš eröffnet hatte, dann aber entschied, den Fall an die kroatischen Strafverfolgungsbehörden zu überweisen, um Pendenzen abzubauen und seine Aktivitäten bis Ende 2008 abschließen zu können)
- und vom serbischen Oberstaatsanwalt.

Im Oktober 2006 wurde Branimir Glavaš auf Ersuchen des Oberstaatsanwalts inhaftiert. Bis zum Prozessbeginn im Oktober 2007 trat Glavaš mehrmals in den Hungerstreik, was zu einer zeitweiligen Verhandlungsunfähigkeit führte. Aus diesem Grund wurde er im Dezember 2006 aus der Haft entlassen.
Im Mai 2007 erließ der Gerichtshof von Zagreb eine überarbeitete Anklage gegen Glavaš wegen Kriegsverbrechen – unter anderem der Anordnung zur Folter und Tötung von mindestens zwei serbischen Zivilisten im Fall „Garage“ und von sechs serbischen Zivilisten im Fall „Selotejp“. Der Prozess selbst begann im Oktober 2007. Glavaš wurde am 8. Mai 2009 durch ein kroatisches Gericht der Kriegsverbrechen für schuldig befunden und in erster Instanz zu 10 Jahren Haft verurteilt. Im Juli 2010 wurde die Gefängnisstrafe vom obersten Gericht in seiner Abwesenheit von 10 auf 8 Jahre gesenkt.
Glavaš selbst bestreitet jede Beteiligung an Kriegsverbrechen und alle Anklagepunkte und sieht sich als Opfer eines politischen Prozesses, da der Beginn der Strafuntersuchung mit seinem Ausscheiden aus der HDZ, der regierenden Partei Kroatiens im Jahr 2006, zusammenfiel. Die Zeugenaussagen bezeichnet er als unglaubwürdig, da alle Zeugen „lügen würden  und eine fragwürdige Moral oder Vergangenheit haben“.

## Flucht
Anlässlich der Parlamentswahlen vom 25. November 2007 wurde Branimir Glavaš erneut ins kroatische Parlament gewählt und genoss daher zum Zeitpunkt des Schuldspruchs politische Immunität. Diese konnte erst im Anschluss an das Urteil durch den Mandatsausschuss des Parlaments am 11. Mai 2009 aufgehoben werden.
Diese Zeitspanne nutzte Branimir Glavaš, der auch einen bosnisch-herzegowinischen Pass besitzt, zur Flucht in die Herzegowina, wissend, dass Bosnien und Herzegowina seine Bürger grundsätzlich nicht ausliefert. Das Justizministerium Kroatiens hatte ein Auslieferungsersuchen an Bosnien-Herzegowina gestellt, welches jedoch am 23. Juni 2009 von Bosnien-Herzegowina abgelehnt wurde. Er hält sich nun im Geburtsort seiner Eltern, Drinovci, in der Nähe von Grude auf.